# Imus
Imus é uma cidade de terceira classe de renda da cidade na província Cavite, nas Filipinas. De acordo com o censo de 1 maio  de  2020 possui uma população de 496 794 pessoas e 130 814 domicílios.